# Max Fremery
Max Fremery (* 29. März 1859 in Köln; † 1. März 1932 in Baden-Baden) war ein deutscher Chemiker und Unternehmer.

## Leben und Wirken
Fremery stammte aus einer Hugenotten-Familie. Sein Vater war Kaufmann und Weinhändler in Köln. Er wurde in Freiburg im Breisgau in Chemie promoviert und arbeitete danach unter anderem in England.
Er entwickelte Glühfäden in Rotterdam bei der Electriciteits Maatschappij, wobei er den Ingenieur Johann Urban kennenlernte. Beide übernahmen eine Glühlampenfabrik in Gelnhausen und gründeten 1891 eine eigene Glühlampenfabrik in Oberbruch. Dabei fanden sie eine Methode Kunstseide (Cupro) zu produzieren aus in Kupferoxid-Ammoniak gelöster Zellulose (Schweizers Reagens). Beide produzierten die Faser zunächst in Oberbruch und gründeten 1899 die Vereinigten Glanzstoff-Fabriken in Elberfeld. Das war der Beginn der deutschen Kunstseide- und Kunstfaserproduktion. Die Produktion nahm rasch zu und Lizenzen wurden nach Frankreich und Österreich vergeben. 1911 übernahmen sie die „Fürst Guido Donnersmarckschen Kunstseiden- und Acetatwerke“ in Sydowsaue bei Stettin und kurz danach stellten sie die Produktion auf Viskosefaser um (durch Aufkauf und Weiterentwicklung der Patente). 1912 schied Fremery aus Gesundheitsgründen aus dem Vorstand seiner Firma aus.
In Köln-Bickendorf ist die Max-Fremery-Straße nach ihm benannt, ebenso die Dr. Max-Fremery-Str. in Kelsterbach.